# Eli Ohana
Eliyahu Ohana, mais conhecido como Eli Ohana (em hebraico: אלי אוחנה‎; Jerusalém, 1 de fevereiro de 1964) é um ex-futebolista israelita que atuava como atacante. Atualmente é presidente do Beitar Jerusalem, clube no qual é ídolo. Era atacante, mas também atuava como meio-campista, sendo considerado um dos melhores jogadores da história de Israel,  ganhando o apelido " the King ".

## Juventude
Ohana nasceu em Jerusalém, numa família de imigrantes judeus sefarditas vindos de Marrocos, que se estabeleceu pela primeira vez em Wadi Salib ma'abara, em Haifa. Tem 9 irmãos, sendo 7 homens e 2 mulheres, tendo sua família sofrido financeiramente.

## Carreira

### Início
Aos 11 anos, Ohana entrou na base do Beitar Jerusalém com o incentivo de seu irmão, Yossi. Mas seu pai, um judeu tradicional, inicialmente se opôs, mas permitiu-lhe entrar com a condição de que frequentasse a sinagoga antes de ir treinar todos os sábados. Embora bom em campo, Ohana teve problemas na escola e seu irmão Yossi aconselhou-o a escolher entre o futebol e os estudos. Ohama então escolheu o futebol e foi morar com seu irmão, que havia se casado recentemente.[carece de fontes?]

### Beitar Jerusalém
Em 1977, Ohana liderou o time juvenil do Beitar Jerusalém ao título estadual. Destacou-se pela capacidade de marcar gols com facilidade e foi promovido ao time principal. O Beitar jogava na 2a divisão (Artzit) na época. Embora Ohana não tenha ído bem em suas primeiras partidas, ele e seu companheiro Uri Malmilian, mais tarde levaram o clube para a 1a liga (Leumit), e ajudaram o clube nas conquistas de seu 1° título da liga e 2 Copas.

### Sydney City
Em 1986, Ohana ingressou no clube australiano Sydney City por um empréstimo de curto prazo, no qual jogou apenas 5 partidas.

### KV Mechelen
Aos 23 anos, Ohana assinou com o KV Mechelen, da Bélgica. (O dinheiro da venda de Ohana pagou pelos campos do Bayit VeGan usados desde então para os treinos da equipe.) Depois de uma temporada, Ohana foi fundamental para o clube vencer a Taça dos Clubes Vencedores de Taças, tornando-se o 1° jogador de futebol israelense a vencer um campeonato europeu Internacional. Seu gol na semifinal e sua assistência no gol da vitória na final garantiram seu lugar nos livros de história de Mechelen. A revista italiana Guerin Sportivo, concedeu a Ohana o Troféu Bravo (prêmio similar ao Golden Boy) que é concedido ao melhor jogador com menos de 23 anos nas competições europeias, no ano de 1988. Ohana também participou da partida de despedida com Oleg Blokhin.

### SC Braga
Terminou sua jornada na Europa após disputar uma temporada no Braga, atuando em 25 jogos e marcado 3 gols.

### Retorno ao Beitar Jerusalém
Apesar de seu sucesso na Europa, Ohana voltou à Israel para assinar novamente com o Beitar, que então jogava na Liga Artzit (2a Divisão Nacional).[carece de fontes?]
Depois de uma temporada, Ohana ajudou a retornar à Liga Leumit (1a Divisão Nacional) e, em seguida, levou o clube ao título da competição. 5 anos depois, Ohana levou o clube a 2 títulos consecutivos da liga 1995–96 e 1996-97. Após uma lesão no 7º jogo da época 1997-98, o Ohana ficou de fora de toda a temproada. Jgou alguns jogos em 1998-99, mas se aposentou antes do final da temporada. Na base do Beitar, Ohana jogou com número 9, em Mechelen foi o 10 e no time profissional do Beitar Jerusalém, com a 11.

## Seleção Israelita
Ohana foi convocado pela 1a vez para a Seleção de Israel em 1983. Depois de um amistoso que Israel foi goleado por 7 a 2 para a Argentina, Diego Maradona disse que havia um grande jogador em Israel, e ele era justamente Eli Ohana.
Ohana garantiu um lugar na história do futebol israelense quando a seleção nacional participou de uma partida crucial das eliminatórias da Copa do Mundo da FIFA de 1990 contra a Austrália em 1989. O técnico australiano na época, Frank Arok, fez comentários anti-semitas antes do jogo. Então, durante a partida, no lance do 1° gol, Ohana fez uma linda jogada em que driblou dois zagueiros e enganou o goleiro, gol que deu a Israel vantagem por 1 a 0. Ohana então correu até o gerente australiano e beijou a estrela de Davi na frente de Arok.
Em 1990, Ohana foi convocado para um jogo contra a União Soviética. Minutos antes do início do jogo, Ohana e os outros 2 ídolos da seleção israelense, Ronny Rosenthal e Shalom Tikva, perceberam que seu seguro não havia sido combinado como prometido e se recusaram a entrar em campo. Todos os jogadores foram punidos, com Ohana recebendo a pior punição, banido de 10 jogos da liga e banido por 4 da seleção nacional.
Em 1995, o Ohana teve uma temporada fraca e decidiu abandonar a seleção. A Seleção Uruguaia foi convidada a ir a Israel para sua partida de despedida, que Israel venceu por 3 a 1 com Ohana marcando o 1° gol do jogo.
Em 1996-97, Ohana teve uma excelente temporada (ele foi escolhido o jogador do ano no final dela) e Shlomo Sharf o liberou para atuar na seleção, com Ohana novamente voltando a marcar gols por Israel.
No total, Ohana atuou em 51 jogos e marcou 17 gols pela Seleção de Israel.

## Carreira depois da aposentadoria do futebol

### Beitar Jerusalém e Bnei Yehuda
Após se aposentar, continou no ramo futebolístico, iniciando sua carreira durante sua última temporada como jogador, quando atuou como assistente do técnico Dror Kashtan, no Beitar Jerusalém.[carece de fontes?]
Após se aposentar, ele foi promovido ao cargo de treinador, substituindo Kashtan. Depois de liderar seu clube de infância ao 6° lugar na liga e na final da taça, ele partiu para o Bnei Yehuda Tel Aviv, mas renunciou após ser rebaixado para a Liga Leumit.[carece de fontes?]

### Maccabi Petch Tikva e volta ao Bnei Yehuda
Depois de apenas 7 partidas no comando do Maccabi Petach Tikva em 2001, ele foi demitido e voltou ao Bnei Yehuda, clube que havia levado ao rebaixamento no ano anterior. Desta vez, ele foi capaz de guiá-los para um retorno à 1a divisão israelense. Na temporada seguinte, ele conseguiu evitar que o time fosse rebaixado novamente.[carece de fontes?]

### Retorno ao Beitar Jerusalém
Chamadas vieram de fãs do Beitar Jerusalém para trazer Ohana de volta; ele voltou antes da temporada 2003-04 e permaneceu por 3 temporadas. Ele deixou o cargo de treinador quando o clube foi vendido para o bilionário Arcadi Gaydamak.[carece de fontes?]

### Hapoel Kfar Saba
Foi contratado pelo Hapoel Kfar Saba e salvou o time do rebaixamento, e como reconhecimento ganhou o prêmio de técnico do ano em Israel. No final do Campeonato de 2007-08, o Hapoel foi rebaixado para a 2a divisão, apesar de ter vencido o último jogo da temporada.[carece de fontes?]
Em 18 de junho de 2008, Ohana foi nomeado técnico do Israel Sub-19, cargo que permaneceu até 2016.[carece de fontes?]
Em 2010, Dror Kashtan, o técnico da seleção israelense de futebol deixou o cargo e Ohana foi nomeado interinamente. Com Ohana nas linhas, Israel venceu a Romênia por 2-0 em um amistoso. Esse jogo gerou rumores de que Ohana se tornaria o novo treinador principal, mas Ohana disse em uma entrevista que sua hora ainda ia chegar.

## Política
Alguns de seus amigos são políticos conhecidos do partido de centro-direita Likud (Benjamin Netanyahu, Reuven Rivlin) e ele compareceu às celebrações do Bar Mitzva do filho do líder do partido Likud em Jerusalém.
Antes das eleições de 2015, Naftali Bennett, o chefe do partido de direita Sionist Jewish Home, colocou Ohana na posição número 10 da lista de eleições de seu partido. Após 3 dias de duras críticas de membros do partido que estavam descontentes com a escolha de Bennett de um estranho que não combinava com o caráter religioso do partido, Ohana retirou-se "após ser solicitado a fazê-lo pelo ministro Bennett".

## Vida pessoal
Em 1982, a namorada de Ohana, Sarit Shwartz, sofreu um acidente de carro fatal. A morte de Sarit levou Ohana à depressão e à reclusão social. Em dezembro de 1991, ele se casou com a modelo Ronit Ben Basat, com quem teve um filho, Tom. Eles se separaram em 2004 sem pedir o divórcio.[carece de fontes?]
Com intuito de cessar ainda mais a disputa territorial no Oriente médio, Ohana e diretoria do Beitar negociaram 50% da propriedade do clube para o Xeque Hamad bin Khalifa Al Nahyan, dos EAU. Em troca, o país irá investir 92 milhões de dólares (R$ 478 milhões) na equipe israelense nos próximos 10 anos e terá um representante na diretoria. A parceria foi firmada 3 meses depois de Israel e os EAU estabelecerem relações diplomáticas.

## Títulos

### Beitar Jerusalem
- Campeonato Israelense de Futebol: 1986–87, 1992–93, 1996–97 e 1997–98
- Copa do Estado de Israel: 1984–85, 1985–86
- Copa Toto de Israel: 1997–98
- Supercopa de Israel: 1986

KV Mechelen
- Campeonato Belga de Futebol: 1988–89
- Taça dos Clubes Vencedores de Taças : 1987–88
- Supercopa da UEFA: 1988
- Torneio de Amsterdã: 1989
- Troféu Joan Gamper: 1989
- Jules Pappaert Cup: 1990

### Prêmios Individuais
- Troféu Bravo: 1988
- Futebolista do ano de Israel: 1984, 1997
- Membro do Hall da Fama do Futebol de Israel
- Técnico do ano de Israel: 2007

### Recordes
- 1° jogador israelense a conquistar um título Internacional